# 牧英正
牧英正（まき　ひでまさ、1924年4月24日 - 2018年7月8日）は、日本の法制史学者、大阪市立大学名誉教授。

## 人物・来歴
熊本市生まれ。父は京都帝国大学教授・牧健二。1948年京都帝国大学法学部卒。62年「日本法史における人身売買の研究」で京都大学法学博士。大阪市立大学講師、助教授、教授、88年定年退官、名誉教授、奈良産業大学教授、2000年退職。1968年から1989年まで法制史学会理事。2001年勲三等瑞宝章受章。2018年7月8日京都で死去。享年94。

## 著書
- 『日本法史における人身売買の研究』 有斐閣(大阪市立大学法学叢書)1961
- 『近世日本の人身売買の系譜』 創文社 1970
- 『人身売買』 1971 (岩波新書)
- 『雇用の歴史』 弘文堂 1977.9 (弘文堂法学選書)
- 『道頓堀裁判』 1981.10 (岩波新書)
- 『差別戒名の系譜 偽書「貞観政要格式目」の研究』阿吽社 2014.3
- 『身分差別の制度化』阿吽社, 2014.7

### 共編
- 『日本法制史』大竹秀男共編 青林書院新社(青林双書)1975
- 『日本法制史』藤原明久共編 青林書院 1993.4 (青林法学双書)
- 『大阪「断刑録」 :明治初年の罪と罰』安竹貴彦共著. 阿吽社, 2017.10

## 参考
- 牧英正教授 略歴・主要著作目録「奈良法学会雑誌」2000-3